# Black Ice World Tour
Pour les articles homonymes, voir Black Ice.
Tournées par AC/DC
Stiff Upper Lip Tour
(2000-2001) Rock or Bust World Tour
(2015-2016)
Le Black Ice World Tour est une tournée de concerts ayant eu lieu de 2008 à 2010, jouée par le groupe de hard rock australien AC/DC.
Durant cette tournée, le groupe s'est produit en Europe, en Amérique du Nord, en Océanie, au Japon ainsi qu'en Amérique du Sud.  
Un DVD, Live at River Plate, enregistré en décembre 2009 en Argentine pendant cette tournée, est disponible depuis 2011.
Cette tournée figure parmi les cinq ayant généré le plus de recettes de tous les temps.

## Musiciens
- Brian Johnson : chant
- Angus Young : guitare solo
- Malcolm Young : guitare rythmique, chœurs
- Cliff Williams : basse, chœurs
- Phil Rudd : batterie